# Смоґожево-Влосцянське
Смоґожево-Влосцянське (пол. Smogorzewo Włościańskie) — село в Польщі, у гміні Вінниця Пултуського повіту Мазовецького воєводства.
Населення — 104 особи (2011).
У 1975-1998 роках село належало до Цехановського воєводства.

## Демографія
Демографічна структура станом на 31 березня 2011 року:
|          | Загалом | Допрацездатний вік | Працездатний вік | Постпрацездатний вік |
| -------- | ------- | ------------------ | ---------------- | -------------------- |
| Чоловіки | 56      | 11                 | 39               | 6                    |
| Жінки    | 48      | 9                  | 26               | 13                   |
| Разом    | 104     | 20                 | 65               | 19                   |